# Liste bekannter Kybernetiker
Die Liste bekannter Kybernetiker ist alphabetisch sortiert und enthält Personen, die wesentliche Beiträge zum Fachgebiet der Kybernetik geleistet haben.

## A
- Al-Jazarī
- Frank Allgöwer
- W. Ross Ashby

## B
- Stafford Beer
- Claude Bernard
- Julian Bigelow
- Valentin Braitenberg
- Ludwig von Bertalanffy
- Kenneth Ewart Boulding

## C
- Louis Couffignal

## D
- Joseph J. DiStefano III

## F
- Helmar Frank
- Heinz von Foerster
- Jay Forrester
- Michael Frahm
- Charles François

## G
- Ranulph Glanville
- Ernst von Glasersfeld
- Stephen Grossberg
- Gotthard Günther
- Walter Giers

## H
- Bernhard Hassenstein
- Hermann Haken
- Klaus Henning
- Erich von Holst
- Donna Haraway

## K
- Herman Kahn
- Wilhelm Kämmerer
- Louis H. Kauffman
- Stuart Kauffman
- Hiroaki Kitano
- Georg Klaus
- Sergei P. Kurdyumov

## L
- Niklas Luhmann

## M
- Marian Mazur
- Aldo Masturzo
- Humberto Maturana
- Warren McCulloch
- Horst Mittelstaedt

## N
- John von Neumann

## P
- Talcott Parsons
- Gordon Pask
- Walter Pitts

## R
- Alfred Radcliffe-Brown
- Karl Reinisch
- Stefan Rieger
- Arturo Rosenblueth

## S
- Peter M. Senge (Organisationswissenschaftler)
- Hermann Schmidt (Kybernetiker)
- Claude Elwood Shannon
- Harold C. Sox
- Karl Steinbuch
- Karl U. Smith (Verhaltenskybernetiker)

## T
- Robert Trappl
- Felix Tretter
- Valentin Turchin

## V
- Francisco Varela
- Frederic Vester

## W
- Kevin Warwick
- Paul Watzlawick
- Norbert Wiener